# Мехиа Викторес, Оскар Умберто
Оскар Умберто Мехиа Викторес (исп. Óscar Humberto Mejía Víctores; 9 декабря 1930, Гватемала, Гватемала — 1 февраля 2016, Гватемала, Гватемала) — гватемальский военный и государственный деятель, бригадный генерал. Министр национальной обороны в 1982—1985 годах. Президент страны с августа 1983 до января 1986 года. Пришёл к власти в результате военного переворота, инспирированного США.

## Биография
В 18-летнем возрасте поступил на армейскую службу. В марте 1953 года окончил военную Политехническую школу. В 1955 году прошёл специальную подготовку в американской зоне Панамского канала. Уже тогда, обратил на себя внимание инструкторов из США. В 1960 году с отличием окончил военную академию в Мексике.
В июне 1980 года ему было присвоено воинское звание бригадного генерала. Вскоре, он получил назначение на должность генерального инспектора, а затем — заместителя министра национальной обороны Гватемалы.
В марте 1982 года под руководством генерала Хосе Эфраина Риоса Монтта принял участие в государственном перевороте, в результате которого был свергнут президент Фернандо Ромео Лукас Гарсия и Мехиа Викторес был назначен министром национальной обороны Гватемалы, получив в свои руки всю власть на вооружёнными силами страны. Правительство Хосе Эфраина Риоса Монтта не смогло стабилизировать экономическое положение в Гватемале и добиться успеха в вооружённой борьбе с «левыми» повстанцами.
8 августа 1983 года организовал и возглавил следующий государственный переворот и захватил власть в стране. Власти США сразу же поддержали его и оказали новой хунте политическую поддержку и предоставили значительную финансовую помощь.
На посту главы государства попытался вернуть страну к демократии, провёл выборы в Конституционную ассамблею 1984 г. Также упразднил Государственный совет и отменил введению его предшественником систему специальных судов. В то же время его администрация продолжала курс на укрепление Патрулей гражданской самообороны. В докладе Комиссии Организации Объединенных Наций по правам человека для Гватемалы сообщалось о семистах тринадцати внесудебных казней и пятьсот шести исчезновений людей в Гватемале в период с января по сентябрь 1984 г. Согласно секретному сообщению Министерства обороны США от марта 1986 г., с 8 августа 1983 по 31 декабря 1985 года было зафиксировано порядка двух тысяч восьмисот восьмидесяти трёх похищений людей (в среднем тридцать семь в месяц); в 1984 году в докладе эти факты были связаны с систематической программой сил безопасности, что указывала на причастность к беззаконным действиям правительственных военизированных групп. По данным созданной в июне 1984 года правозащитной организации «Группа взаимной поддержки», было осуществлено порядка 40000 случаев незаконного похищения людей.
Его правительству однако не удалось полностью преодолеть трудности. В сентябре 1985 года в городах страны прошли массовые акции протеста против повышения цен на общественный транспорт, в которых погибли не менее десяти демонстрантов после того как правительство вывело на улицы бронированную технику. Несколько сотен человек были арестованы и президент в своем обращении к нации объявил о мерах по борьбе с ростом социальной напряжённости. До особого решения были закрыты школы, также были заморожены цены на потребительские товары, студентам предоставилась особые ваучеры для пользования общественным транспортом для бесплатного проезда к месту обучения. Однако эти меры не были распространены на преподавателей, которые продолжили протестовать. Переговоры с ними ни к чему не привели.
Напряжённая ситуация в стране и нажим из-за границы, заставили его в ноябре 1985 года пойти на проведение всеобщих президентских выборов, которые закончились для президента поражением. В том же году он вынужден был передать президентские полномочия первому за последние 20 лет гражданскому президенту Гватемалы — Марко Винисио Сересо Аревало.
В декабре 1999 года правозащитница Ригоберта Менчу направила обращение в Центральный уголовный суд Испании с просьбой привлечь к ответственности членов гватемальский хунты, поскольку в судах Гватемалы этому чинились препятствия. В этом списке было и имя Мехиа Виктореса. Летом 2006 года испанский судья Сантьяго Педрас в числе других подозреваемых выписал международный ордер на его арест и экстрадицию в Испанию. Однако в октябре 2011 года группа врачей признала Мехию недееспособным предстать перед судом по его психическому и физическому состоянию.